# Concílio
Um concílio é uma reunião de autoridades eclesiásticas com o objetivo de discutir e deliberar sobre questões pastorais, de doutrina, fé e costumes (moral). Os concílios podem ser ecuménicos, plenários, nacionais, provinciais ou diocesanos, consoante o âmbito que abarquem.
O primeiro concílio ocorreu em Jerusalém, conforme pode ser lido no livro dos Atos dos Apóstolos, quando os Apóstolos se reuniram para tratar sobre os temas que estavam dividindo os primeiros cristãos: de um lado os judaizantes (judeus convertidos) e do outro os gentios (não judeus convertidos).

## Catolicismo
Os concílios são, naturalmente, um esforço comum da Igreja, ou parte da Igreja, para a sua própria preservação e defesa, ou guarda e clareza da Fé e da doutrina. Assim, quando parte da Igreja se encontra em necessidade, ou está ameaçada, as autoridades eclesiásticas locais talvez entendam como sendo prudente a convocação de um concílio. Neste caso, se convocam os Bispos pertinentes ao território que tal concílio pretende abranger. Este concílio, então, não obriga a todos os católicos vinculados a este território, pois trata-se apenas de um magistério episcopal, não universal, e só tem valor jurídico.
Da mesma forma, existem momentos na história da Igreja, onde a necessidade de defesa se faz de modo universal. Como que atacada por erros ou situações contemporâneas em proporções globais, a autoridade universal da Igreja, na pessoa do Papa, se encontra persuadida a convocar um concílio universal ou global, isto é, um concílio ecumênico. A força do Concílio não reside nos bispos ou em outros eclesiásticos, mas sim nas circunstâncias do poder e da Lei legada: o Papa como pastor universal que declara algo como sendo próprio das Verdades reveladas. Fora disso, o Concílio tem apenas poder sinodal. Porém, quando o concílio está em comunhão com o Papa, e se o Papa falar ali ex cathedra, o episcopado plenamente reunido torna-se também infalível.
Até à data, são 21 os concílios ecuménicos da Igreja Católica. O último a ser realizado foi o Concílio Vaticano II (1962-1965).

## Protestantismo

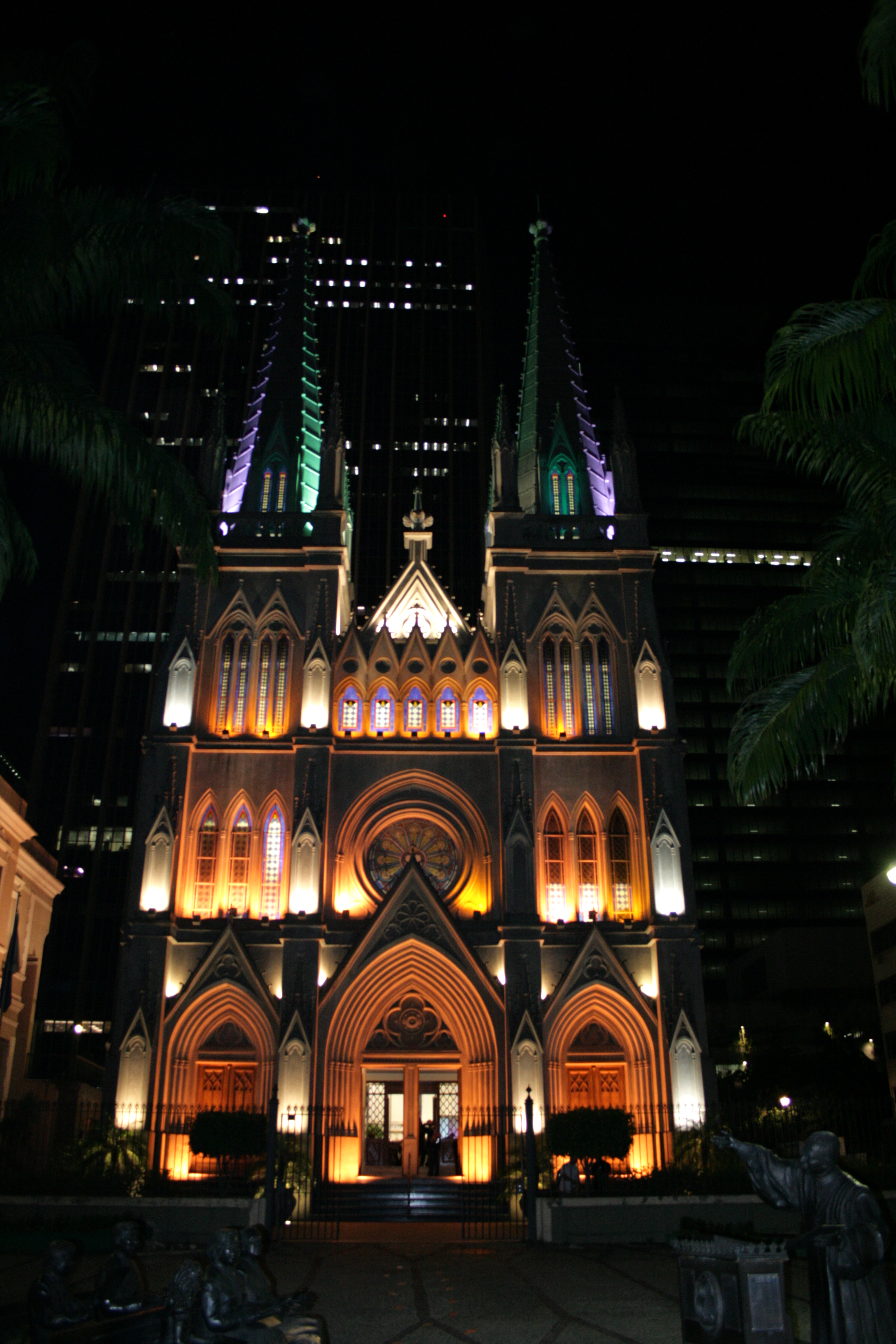
Catedral Presbiteriana, no Rio de Janeiro

A Igreja presbiteriana se esforça para manter a Unidade. Seu governo é conciliar. Cada paróquia (ou igreja local) possui seu próprio Concílio (também chamado de Conselho ou Consistório), que é composto por presbíteros regentes, que são eleitos pela própria comunidade paroquial dos fiéis, com mandato de no máximo 5 anos, presbíteros esses que podem ser reeleitos quantas vezes a comunidade achar necessário e podem, também, ser depostos caso seja o desejo dos fiéis. Neste caso, o Conselho paroquial institui um Tribunal Eclesiástico para apurar as denúncias e nomeia um juiz, a defesa, a promotoria e o júri, que darão andamento ao processo de disciplina, deposição ou até excomunhão.
A união de quatro ou mais igrejas locais dá origem ao Concílio Presbiterial (ou presbitério), que se reúne a cada  ano. Por sua vez, a união de vários concílios presbiteriais forma um Concílio Sinodal, que se reúne nos anos de intervalo das reuniões dos presbitérios. Finalmente, a Federação dos Concílios Sinodais (ou Sínodos) forma o Supremo Concílio, também chamado de Sínodo Nacional ou Assembleia Geral—como se dá na CNBB --, que se reúne a cada quatro anos, coincidindo com os anos de eleições para Presidente da República.